# Werner Kunz (Biologe)

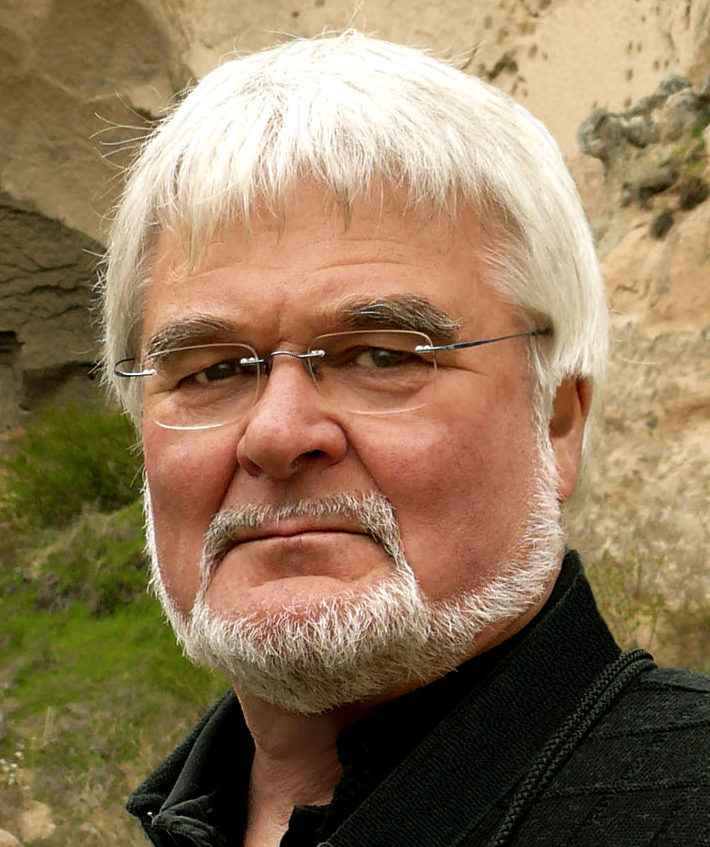
Werner Kunz (2017)

Werner Kunz (* 1940) ist ein deutscher Biologe. Er studierte an der Universität Münster und promovierte dort im Jahre 1966. Nach dem Studium war er von 1966 bis 1969 als wissenschaftlicher Assistent an der Universität Münster tätig. Es folgte von 1970 bis 1971 eine Tätigkeit als Gastwissenschaftler an der Yale University. Kunz habilitierte sich 1972 und wurde 1973 Professor für Genetik an der Universität Düsseldorf. 2005 wurde er pensioniert.

## Leben
Kunz arbeitete als Schüler über die Verbreitung der Vögel in seinem Heimatkreis im Bezirk Osnabrück und veröffentlichte darüber 1959 in jungen Jahren das Buch Die Vogelwelt des Kreises Bersenbrück.
Danach studierte er in Münster Biologie, Chemie und Physik und konzentrierte sich schwerpunktmäßig auf feldbiologische Arbeiten über das Vorkommen von Vögeln und Schmetterlingen. Mit seiner Promotion von 1963 bis 1966 änderte er sein Interessengebiet und arbeitete unter Karlheinz Bier über Chromosomen bei Insekten. Nach einigen Jahren als Wissenschaftlicher Assistent an der Universität Münster war er in den Jahren 1970 und 1971 Gastwissenschaftler an der Yale-University in New Haven/USA. Dort änderte er erneut sein Arbeitsgebiet und wurde Molekularbiologe. Nach der Rückkehr nach Deutschland arbeitete er ab 1971 als wissenschaftlicher Assistent im Institut für Genetik an der Universität Düsseldorf, habilitierte sich für das Fach Allgemeine Biologie im Jahre 1972 und wurde dort 1973 Professor für Genetik. Bis 1982 war sein Forschungsgebiet die ribosomale DNA bei Drosophila melanogaster und einigen anderen Insekten. Danach stellte er seine Arbeit an Drosophila ein und gründete eine Forschergruppe, die sich mit molekulargenetischer Methodik mit dem Parasiten der Gattung Schistosoma befasste, dem Erreger der Schistosomiasis, einer weit verbreiteten Tropenkrankheit.
2004 kehrte Werner Kunz zur Zoologie zurück und begann eine Kooperation mit Wissenschaftstheoretikern, mit denen er über die Prinzipien der Gruppierung der Organismen zu Arten arbeitete. Über die Ergebnisse dieser Forschungsarbeiten erschien im Jahre 2012 sein Buch Do species exist? – Principles of taxonomic classification, das den Versuch unternahm, die Erkenntnisse der Wissenschaftsphilosophen für Biologen verständlich zu machen. 2016  erschien Species Conservation in Managed Habitats – The Myth of a Pristine Nature. Dieses Buch beinhaltet theoretische Grundlagen des Natur- und Artenschutzes.
Werner Kunz führte lange Reisen in fast alle Erdteile durch, um dort bevorzugt Vögel und Schmetterlinge zu fotografieren, die er im Forum Naturgucker und im Internet veröffentlicht.

## Schriften
- Die Vogelwelt des Kreises Bersenbrück. Verlag des Kreisheimatbundes, Bersenbrück 1959.
- mit Ulrich Schäfer: Oogenese und Spermatogenese. Gustav Fischer, Jena 1978, ISBN 3-437-30279-5.
- Do species exist? - Principles of taxonomic classification. Wiley-Blackwell, Weinheim 2012, ISBN 978-3-527-33207-6.
- Artenschutz durch Habitatmanagement : Der Mythos von der unberührten Natur. mit einem Vorwort von Josef Reichholf. Wiley-VCH, Weinheim 2016.
- Species Conservation in Managed Habitats - The Myth of a Pristine Nature. Wiley-Blackwell, Weinheim 2016, ISBN 978-3-527-33845-0.

## Reviews
- W. Kunz, K. H. Glätzer: Chromosome structure and function in gametogenesis, with special consideration of insect oogenesis and spermatogenesis. In: R. L. Blackman, G. M. Hewitt, M. Ashburner (Hrsg.): Insect Cytogenetics. Blackwell Scientific Publications, Oxford 1980, S. 51–64.
- W. Kunz, C. Grimm, G. Franz: Amplification and synthesis of rDNA: Drosophila. In: H. Busch (Hrsg.): The Cell Nucleus. Academic Press, New York 1982, S. 155–184.
- W. Kunz: Genetics of parasites. In: H. Mehlhorn (Hrsg.): Parasitology in focus: facts and trends. Springer-Verlag, Berlin 1988, S. 368–390.
- W. Kunz, S. West: Azo dyes. In: C. Kessler (Hrsg.): Nonradioactive labeling and detection of biomolecules. Springer-Verlag, Berlin 1992, S. 161–164.
- P. Schüßler, C. G. Grevelding, W. Kunz: Azo dyes. In: C. Kessler (Hrsg.): Nonradioactive analysis of biomolecules. Springer-Verlag, Berlin 2000, S. 253–257.
- W. Kunz: Das Weltbild der Evolution – Zufall oder Vorherbestimmtheit? In: P. Markus (Hrsg.): Evolution neu denken - Darwins Theorien im wissenschaftlich-gesellschaftlichen Diskurs. Institut für Kirche und Gesellschaft, Schwerte-Villigst 2011, S. 91–108.
- W. Kunz: Die Entstehung der Arten - Zufall und Vorhersehbarkeit. In: K. Sonntag (Hrsg.): Evolution. Universitätsverlag Winter, Heidelberg 2014, S. 29–41.

## Artikel
- G. Franz, W. Kunz: Intervening sequences in ribosomal RNA genes and bobbed phenotype in Drosophila hydei. In: Nature. Band 292, 1981, S. 638–640.
- M. Schäfer, W. Kunz: rDNA in Locusta migratoria is very variable: two introns and extensive restriction site polymorphisms in the spacer. In: Nucleic. Acids Res. Band 13, 1985, S. 1251–1266.
- W. Kunz: Schistosome male–female interaction: induction of germ-cell differentiation. In: Trends Parasitol. Band 17, 2001, S. 227–231.
- W. Kunz: Was ist eine Art? In: Biologie in unserer Zeit. Band 32, 2002, S. 10–19.
- W. Kunz: Artenförderung durch technische Gestaltung der Habitate - Neue Wege für den Artenschutz. In: Entomologie heute. Band 25, 2013, S. 161–192.
- W. Kunz: Integrative Art oder Barcode-Art - welche ist die richtige Art? - Ergänzende Bemerkung zum Artikel „Integrative Taxonomie, ein neuer Ansatz, Fragen der Biosystematik zu beantworten“ von H. Rajaei. In: Entomologie heute. Band 27, 2015, S. 177–181.
- W. Kunz: Immer wieder missverstanden. Die Unterteilung von Arten in Rassen In: Biologie in unserer Zeit. Band 51, 2021, S. 168–178.